# Effet Overhauser nucléaire

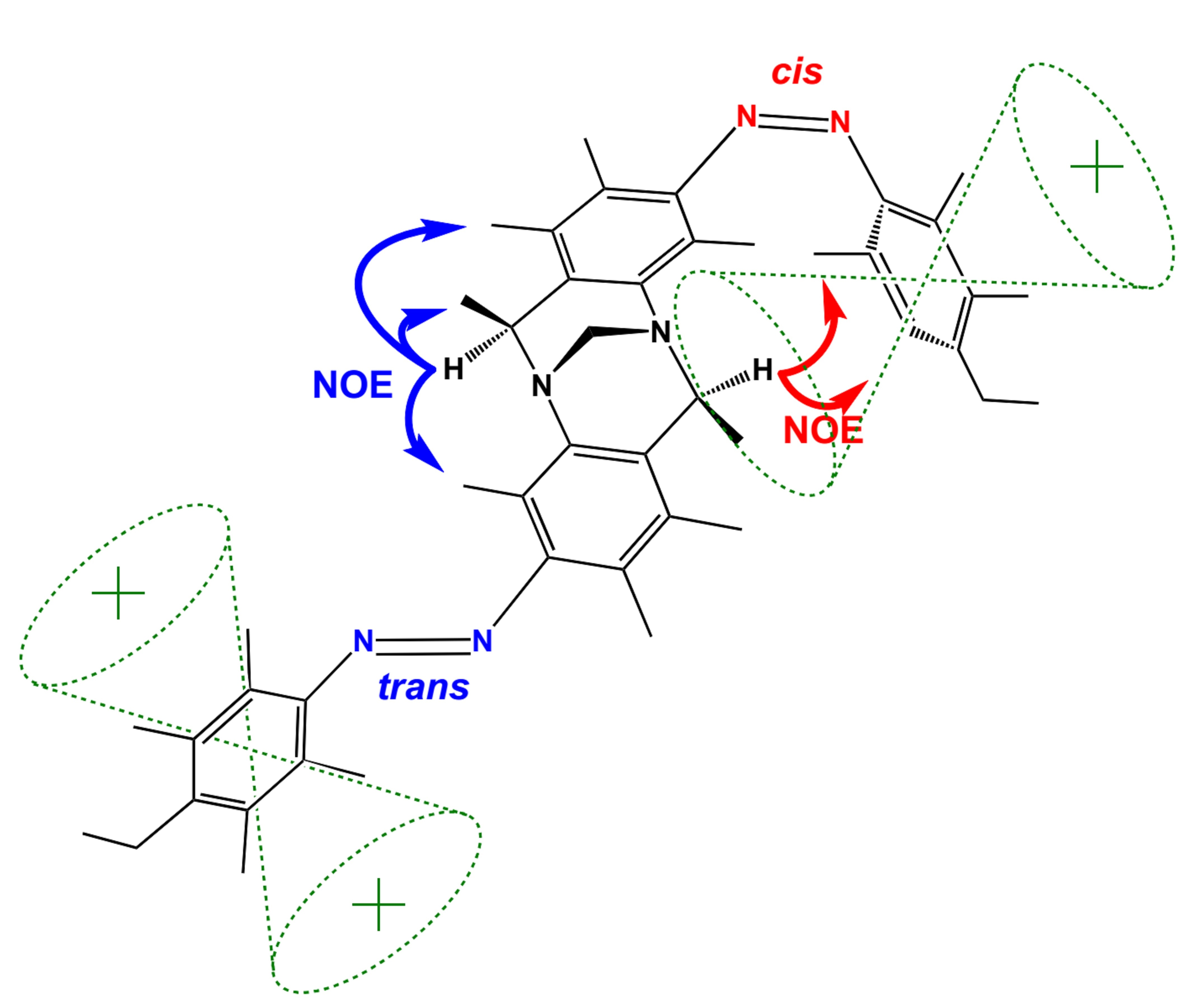
Exemple de l'effet Overhauser

En spectroscopie RMN, l'effet Overhauser nucléaire décrit une interaction entre deux spins à travers l'espace et non pas à travers les liaisons chimiques comme le couplage scalaire. Cette interaction est limitée à environ 5-6 Å.
En anglais, cet effet s'appelle "Nuclear Overhauser Effect", soit NOE. Cet acronyme est souvent utilisé en français sous l'expression "effet NOE".

## Origine
Une des conséquences de la résonance magnétique nucléaire est l'interaction dipôle-dipôle à travers l'espace. Si cette interaction disparaît en solution, il reste son effet sur la relaxation nucléaire qui correspond à l'effet Overhauser nucléaire.
Dans les faits, lorsque l'on observe un noyau X en le découplant d'un autre noyau Y, on observe une légère variation positive ou négative de l'intégration du signal X (environ 10% au maximum). Ceci reflète un transfert d'énergie entre les deux noyaux excités. Ceci peut poser un problème lorsque l'on veut pouvoir intégrer les signaux RMN pour évaluer la quantité relative de deux, ou plusieurs, composés.

## Utilisations

### NOE diff
Le terme "NOE diff" est une expression pour désigner l'expérience "1D Nuclear Overhauser Difference Spectroscopy" aussi appelée "NOE difference". Dans cette séquence, chaque acquisition subit une présaturation et l'on n'observe que le signal résultant.

### RMN de corrélation
Souvent effectuée en 2 dimensions, les expériences NOESY et ROESY permettent de différencier les corrélations COSY (à travers les liaisons) des corrélations NOESY (à travers l'espace).